# 헬싱키 공항
헬싱키 반타 공항(영어: Helsinki-Vantaa Airport, 핀란드어: Helsinki-Vantaan lentoasema, 스웨덴어: Helsingfors-Vanda flygplats, IATA: HEL, ICAO: EFHK), 간단히 헬싱키 공항은 핀란드의 수도 헬싱키 부근의 반타에 있는 국제공항으로 핀란드에서 규모가 크고 가장 교통량이 높은 공항에 속한다.

## 개요
헬싱키 대도시권은 물론 핀란드 전체에 주요한 국제선 공항으로, 반타 중심부에서 5km, 헬싱키 도심에서 20km정도 떨어져 있다. 북유럽에서 4번째로 규모가 큰 공항으로, 1952년 헬싱키 하계 올림픽을 위해 건설하기 시작했다. 1999년 국제 항공 운송 협회(IATA)가 세계 최고 항공으로 선정되었다. 평균 해면 고도는 55m이다. 공항 내에서는 국제선·국내선 터미널이 25m로 떨어져 있다. 활주로는 3개인데, 모두 아스팔트로 되어 있으며 길이는 각각 3.440m, 3.060, 2.901m로 알려져 있다.
핀란드의 플래그캐리어인 핀에어가 이 공항을 거점공항으로 하고 있다. 1983년, 헬싱키로부터 도쿄(나리타)에, 유럽 항공 회사로는 처음이 되는, 논스톱편의 취항을 완수한 이래, 주목을 끌게 되었다. 그 후 홍콩, 베이징, 상하이, 방콕, 싱가포르, 델리로 노선이 확대되고 있다. 2013년 7월 1일부터 아시아의 항공사로서는 처음으로 일본 항공이 도쿄/나리타선의 취항을 개시했다.

## 구성
공항은 명목상 250m(820ft) 떨어진 곳에 위치한 두 터미널로 나뉘며, 내부 보행자 연결부와 육지 연결로 연결된다. 그러나 실제로는 터미널 건물의 공기측 부분을 터미널 1(구 국내선 터미널)과 터미널 2(구 국제선 터미널)로 구분하지 않고 씽겐과 비스케인 지역으로 구분한다. 공항의 터미널 수용량은 연간 약 16~1700만 명이다.
국내선뿐 아니라 유럽 씽겐국행 항공편도 11~31번 게이트에서 운항한다. 장거리 및 유럽 비스케인 항공편은 31-38번 게이트에서 운항된다. 터미널 연장이 완료됨에 따라 공항은 터미널 1에 19개 관문과 터미널 2에 41개 관문을 합하여 60개의 관문을 갖게 된다.
헬싱키 공항은 2014년세계 최초의 여객추적시스템을 도입해 2터미널 공항의 혼잡을 자동으로 감시하고 병목현상을 예방했다.
공항의 표지판은 영어, 핀란드어, 스웨덴어, 한국어, 중국어, 일본어, 러시아어로 되어 있다.

### 1터미널
터미널 1(게이트 1-15)에는 15개의 게이트가 있으며, 그 중 4개는 제트 브리지를 장착한다. 터미널은 1952년 개업했으며 공항의 첫 터미널이다 이제 낡은 터미널 건물은 철거되고 현재의 터미널 건물로 대체된다. 국내선에는 터미널이 사용되었으나 2009년 현재 국제선에도 사용되고 있다. 터미널 1은 에게 항공, 크로아티아 항공, 루프트한자, 스칸디나비아 항공, TAP 에어 포르투갈과 같은 스타 얼라이언스 항공사가 사용한다. 스타 얼라이언스 회원 외에도 에어발틱, 이지젯, 아이슬란드 항공, 트랜스아비아, 부엘링 항공 등이 이 터미널에서 출발하는 항공편을 운항하고 있다. 현재 터미널 1에서 장거리 항공편을 운항하는 항공사는 없다. 그 터미널은 헬싱키 중앙 철도역과의 열차 연결을 가지고 있다.

### 2터미널
터미널 2(게이트 16–55)는 1969년에 국제 운항을 위해 개통되었으며, 현재 국내선도 운행하고 있다. 그것은 공항에 있는 두 개의 여객 터미널 중 더 크다. 모든 대륙 간 항공편은 제2터미널에서 운항한다. 터미널 2의 비스케인 지역은 2009년에 확장되어 공항이 게이트에 8대의 광역 항공기를 동시에 수용할 수 있게 되었으며, 장거리 비행을 하는 승객들을 위한 새로운 쇼핑 구역과 스파가 개설되었고 국내선과 국제선 사이의 구분이 제거되었다. 터미널 2에는 식당, 술집, 쇼핑 지역이 많다. 터미널에는 여객 교량이 있는 항공기 주차대 26개가 설치돼 있다. 그 터미널은 헬싱키 중앙 철도역과의 열차 연결을 가지고 있다.
터미널 2의 승객 시설은 다음과 같다. 수많은 면세 상점, 에이비스, 유로파카, 헤르츠카 렌트, 무료 무선 인터넷 접속, 전원 소켓, 사물함, 수면 포드, 환승 서비스 데스크. 환전, 현금지급기(ATM), 관광정보, 알레파 식료품점, 약국 등도 이용할 수 있다. 어린이들을 위한 놀이방도 여러 개 있다. 식당에는 버거킹과 오리어스 스포츠 바뿐만 아니라 수많은 다른 식당과 카페가 있다. 터미널 2에는 두 개의 핀에어 라운지도 포함되어 있다. 싱겐 지역의 핀에어 라운지와 비싱겐 지역의 핀에어 프리미엄 라운지도 있다.

## 운항 노선

### 국제선
| 항공사             | 목적지 |
| ------------------ | --- |
| 핀에어             | 가지파샤, 그단스크, 나고야(주부), 뉴욕(JFK), 니스, 댈러스, 더블린, 델리, 도쿄(나리타), 도쿄(하네다), 도하, 뒤셀도르프, 레이캬비크, 런던(히드로), 로마(피우미치노), 로스앤젤레스, 리가, 리스본, 마드리드, 말라가, 맨체스터, 뮌헨, 밀라노(리나테), 밀라노(말펜사), 바르샤바(쇼팽), 바르셀로나, 방콕(수완나품), 베르겐, 베를린, 부다페스트, 브뤼셀, 빈, 빌뉴스, 상하이(푸둥), 서울(인천), 스톡홀름(알란다), 스톡홀름(브롬마), 싱가포르, 암스테르담, 예테보리, 에든버러, 오사카(간사이), 오슬로(가르데모르엔), 제네바, 취리히, 코펜하겐, 크라우프, 탈린, 트론하임, 트롬쇠, 파로, 파리(샤를 드 골), 푼샬, 프라하, 프랑크푸르트(암마인), 함부르크, 홍콩(첵랍콕) 계절편: 그란 카니리아, 나폴리, 두바이, 두브로브니크, 라르나카, 란자로테, 로도스, 류블랴나, 마이애미, 베네치아, 베로나, 보되, 볼로냐, 브로츠와프, 비스뷔, 빌룬드, 산토리니, 스플리트, 시애틀, 시카고(오헤어), 안탈리아, 알리칸테, 인스부르크, 잘츠부르크, 카니아, 테네리페(남부), 팔마데마요르카, 푸껫, 헤라킬리온 |
| 일본항공           | 도쿄(하네다) |
| 준야오 항공        | 상하이(푸둥), 정저우 |
| TUI 항공           | 전세편: 끄라비, 칸쿤, 푸켓 |
| 에어 프랑스        | 파리(샤를 드골) |
| 루프트한자         | 뮌헨, 프랑크푸르트(암마인) |
| 유로윙스           | 베를린(브란덴부르크) |
| 라이언에어         | 런던(스탠스테드), 베르가모, 보베, 빈, 샤를루이, 알리칸테, 테살로니키 계절편: 두브로브니크, 바르샤바(모드린), 베네치아, 자다르, 지로나 |
| KLM                | 암스테르담 |
| 에게 항공          | 아테네 계절편: 칼라마타 |
| 부엘링 항공        | 계절편: 바르셀로나 |
| 터키항공           | 이스탄불(아르나부코이) |
| 선익스프레스 항공  | 계절편: 안탈리아 |
| 페가수스 항공      | 이스탄불(사비하 괵첸) 계절편: 안탈리아 |
| 에어발틱           | 리가 |
| 트레이드 에어      | 프리스티나 |
| 스칸디나비아 항공  | 스톡홀름(알란다), 코펜하겐 계절편: 오슬로(가르데르모엔) |
| 노르웨이 에어 셔틀 | 런던(개트윅), 말라가, 스톡홀름(알란다), 알리칸테, 오슬로(가르데모르엔) 계절편: 그란 카니리아, 니스, 두브로브니크, 라르나카, 로도스, 바르셀로나, 베르가모, 베네치아, 부르가스, 소피아, 스플리트, 아테네, 카니아, 코펜하겐, 테네리페(남부), 티바트, 팔마데마요르카, 프리스티나, 피사 |
| 선클래스 항공      | 전세편: 그란 카니리아, 라르나카, 로도스, 바르나, 부르가스, 스플리트, 카니아, 코스, 테네리페(남부), 팔마데마요르카, 푼샬, 프리베자, 헤라킬리온 |
| 브란튼 리저널 항공 | 스톡홀름(브롬마) |
| 아이슬란드 항공    | 레이캬비크 |

### 국내선
| 항공사             | 목적지 |
| ------------------ | --- |
| 핀에어             | 로바니에미, 마리에함느, 바사, 오울루, 요엔수, 위베스퀼레, 이발로, 카야니, 케미, 코콜라, 쿠사모, 쿼피오, 키틸라, 타르투, |
| 노르웨이 에어 셔틀 | 로바니에미 계절편: 키틸라                                                                                               |

### 화물 노선
| 항공사            | 목적지                                   |
| ----------------- | ---------------------------------------- |
| 루프트한자 카고   | 스톡홀름(알란다), 코펜하겐, 프랑크푸르트 |
| 터키항공 카고     | 이스탄불(아르나부코이)                   |
| 페덱스 익스프레스 | 파리(샤를 드 골)                         |
| UPS 항공          | 쾰른(본)                                 |

## 연계 교통

### 도로 교통
- 택시
- 자동차
- 공항버스

### 철도 교통
- 티쿠리아 역